# Brett Butler
Brett Butler, geboren als  Brett Anderson (Montgomery, 30 januari 1958), is een Amerikaans actrice en comédienne. Ze werd in zowel 1995 als 1997 genomineerd voor een Golden Globe voor haar hoofdrol als alleenstaande moeder Grace Kelly in de komedieserie Grace Under Fire. Hiervoor kreeg ze in 1994 daadwerkelijk de People's Choice Award voor favoriete hoofdrolspeelster in een nieuwe televisieserie toegekend. Butler maakte in 1988 haar acteerdebuut als Rhonda in een aflevering van de muzikale komedieserie Dolly. Haar eerste rol op het witte doek volgde in 2000, als Sister Della Rosa in de tragikomedie Bruno.

## Filmografie
- Friday's Child (2018)
- The Comedian (2016)
- Moochers (2006, televisiefilm)
- Vampire Bats (2005, televisiefilm)
- Mrs. Harris (2005, televisiefilm)
- Militia (2000)
- Bruno (2000)
- The Child Ain't Right (1993, televisiefilm)

## Televisieseries
*Exclusief eenmalige gastrollen
- The Walking Dead - Tammy Rose Sutton (2018-2019, vier afleveringen)
- Freedom Town - Star Jubliant (2017, twee afleveringen)
- The Leftovers - Sandy (2015-2017, twee afleveringen)
- How to Get Away with Murder - Trishelle (2016, drie afleveringen)
- Anger Management - Brett (2012-2014, 38 afleveringen)
- The Young and the Restless - Beth Hortense (2012, negen afleveringen)
- Grace Under Fire - Grace Kelly (1993-1998, 112 afleveringen)

## Privé
Butler heeft vier jongere zussen. Ze trouwde in 1978 met Charles Michael Wilson, maar hun huwelijk strandde in 1981. In 1987 hertrouwde ze met Ken Zieger, maar in 1999 eindigde ook dit huwelijk in een echtscheiding.
- Library of Congress Control Number: n96003316
- MusicBrainz: 60e97b33-c503-48e4-9bfe-8d568cc3036e
- Virtual International Authority File: 43560481
- WorldCat: E39PBJj8WJh8rDPTPGpvmFwBfq